# رایان رینولدز
رایان رودنی رینولدز (انگلیسی: Ryan Rodney Reynolds؛ زادهٔ ۲۳ اکتبر ۱۹۷۶) بازیگر، تهیه‌کننده و تاجر کانادایی-آمریکایی است. او که به خاطر بازی در فیلم‌های کمدی و ابرقهرمانی شناخته می‌شود، در سال‌های ۲۰۲۰ و ۲۰۲۴ دومین بازیگر با بیشترین دستمزد در جهان بود و آثارش در مجموع ۶٫۵ میلیارد دلار در گیشه جهانی فروش داشته‌اند. رینولدز جوایز متعددی از جمله یک جایزه امی پرایم‌تایم دریافت کرده و نامزد دو جایزه گرمی و یک جایزه گلدن گلوب شده است.
رینولدز که در ونکوور کانادا متولد و بزرگ شده، از سیزده سالگی بازیگری را آغاز کرد و نقش‌های کوچکی در سریال‌های تلویزیونی مختلف ایفا نمود. او اولین نقش اصلی خود را در سریال نوجوانانهٔ هیل‌ساید (۱۹۹۱–۱۹۹۳) بازی کرد و سپس نقش اصلی سریال کمدی دو پسر و یک دختر (۱۹۹۸–۲۰۰۱) را به دست آورد. رینولدز بعدها در فیلم‌های متنوعی بازی کرد، از جمله کمدی‌های رمانتیک موفق تجاری مانند ون وایلدر (۲۰۰۲)، انتظار… (۲۰۰۵) و خواستگاری (۲۰۰۹)، فیلم‌های ابرقهرمانی ناموفق از نظر منتقدان مانند تیغه: سه‌گانگی (۲۰۰۴) و گرین لنترن (۲۰۱۱)، و درام زندگی‌نامه‌ای زن طلایی‌پوش (۲۰۱۵).
بزرگ‌ترین موفقیت تجاری رینولدز با مجموعه فیلم‌های ددپول رقم خورد که او نقش اصلی این شخصیت را در ددپول (۲۰۱۶)، ددپول ۲ (۲۰۱۸) و ددپول و ولورین (۲۰۲۴) ایفا کرد. اجرای او در فیلم اول این مجموعه نامزدی گلدن گلوب را برایش به ارمغان آورد، در حالی که فیلم آخر پر فروش‌ترین اثر او شد. او همچنین در فیلم ترسناک علمی-تخیلی حیات (۲۰۱۷)، فیلم‌های اکشن مانند شش زیرزمینی (۲۰۱۹)، گای آزاد (۲۰۲۱) و پروژه آدام (۲۰۲۲) ظاهر شده است. رینولدز صداپیشگی را نیز در فیلم‌های انیمیشن از جمله مجموعه غارنشین‌ها (۲۰۱۳–۲۰۲۰)، توربو (۲۰۱۳) و کارآگاه پیکاچو (۲۰۱۹) تجربه کرده است.
در سال ۲۰۱۷، مجله تایم رینولدز را در فهرست ۱۰۰ فرد تأثیرگذار جهان قرار داد. او در سال ۲۰۱۰ به عنوان جذاب‌ترین مرد زنده از سوی مجله پیپل  انتخاب شد و در سال ۲۰۱۷ ستاره‌ای در پیاده‌روی مشاهیر هالیوود دریافت کرد. رینولدز به عنوان یک تاجر، سهام‌دار شرکت مخابراتی مینت موبایل است و یکی از مالکان مشترک باشگاه فوتبال ولزی ورکسام است؛ این موضوع در سریال تلویزیونی برنده جایزه امی یعنی به رکسهام خوش آمدید (از ۲۰۲۲) مستند شده است. رینولدز که از همسر سابقش، اسکارلت جوهانسون، طلاق گرفته، از سال ۲۰۱۲ با بلیک لایولی ازدواج کرده و چهار فرزند از او دارد.

## اوایل زندگی
رایان رادنی رینولدز در ۲۳ اکتبر ۱۹۷۶ در ونکوور، بریتیش کلمبیا به دنیا آمد. پدرش، جیمز چستر رینولدز، پیش از بازنشستگی به‌عنوان مأمور پلیس سواره‌نظام سلطنتی کانادا فعالیت می‌کرد و سپس به‌عنوان عمده‌فروش مواد غذایی مشغول به کار شد. مادرش، تامارا لی (با نام خانوادگی دوشیزگی استوارت)، در زمینه فروش خرده‌فروشی فعالیت داشت. رینولدز سه برادر بزرگ‌تر دارد و خود را نه تنها برادر کوچک‌تر، بلکه به دلیل رفتارهای فیزیکی برادرانش که نمی‌توانست به آن‌ها پاسخ دهد، یک «هدف متحرک» توصیف کرده است. او همچنین گفته است که برادرانش از او در برابر پدرشان، که رابطه‌ای پیچیده و تا حدی دور با او داشت، محافظت می‌کردند. پدربزرگ پدری رینولدز، چستر رینولدز، کشاورزی بود که بین سال‌های ۱۹۴۰ تا ۱۹۴۴ نماینده استتلر در مجمع قانون‌گذاری آلبرتا بود. رینولدز تبار ایرلندی دارد و در محله کیتسیلانو ونکوور و همچنین در ونیر، انتاریو (که اکنون بخشی از اتاوا است) به‌عنوان پیرو کاتولیک پرورش یافت.
رینولدز از سیزده سالگی وارد کار بازیگری شد. در دوران نوجوانی در کلاس‌های بازیگری شرکت کرد که در آن‌ها موفق نبود و برای مدت کوتاهی به‌عنوان پیشخدمت رستوران و همچنین شیفت شب در یک فروشگاه مواد غذایی در ونکوور کار کرد. او همکارانش در فروشگاه را «بامزه‌ترین آدم‌های روی زمین» توصیف کرد و آن‌ها را «برخی از تأثیرگذارترین افراد» بر عملکرد بازیگری‌اش دانست. رینولدز در پایه‌های نهم و دهم در دبیرستان پرنس آو ویلز تحصیل کرد، اما به دلیل سرقت خودروی معلمش اخراج شد. او پایه‌های یازدهم و دوازدهم را در دبیرستان کیتسیلانو همراه با بازیگر جاشوا جکسون گذراند و در سال ۱۹۹۴ فارغ‌التحصیل شد. رینولدز ابتدا نقش‌های کوچکی در مجموعه‌های تلویزیونی مختلف ایفا کرد، اما در نوزده سالگی ناامید شد و بازیگری را کنار گذاشت تا در دانشگاه پلی‌تکنیک کوانتلن ثبت‌نام کند. چند ماه بعد، با بازیگر کریس ویلیام مارتین دیدار کرد که او را تشویق کرد بار دیگر بازیگری را امتحان کند و همراه او به لس آنجلس نقل‌مکان کند.

## کار تجاری

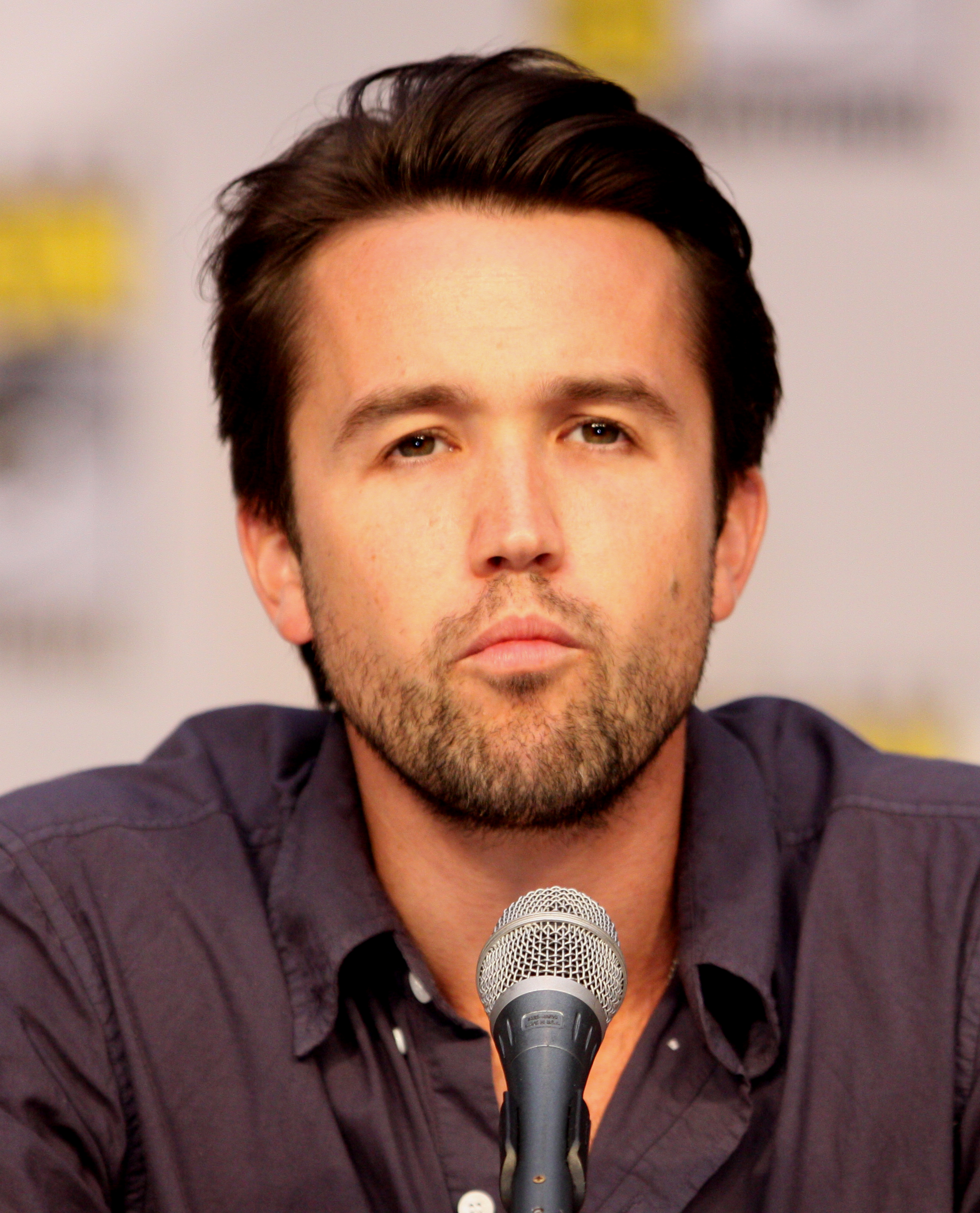
رینولدز به همراه بازیگر راب مک‌الهنی (تصویر در سال ۲۰۱۰)، مالک باشگاه فوتبال ورکسام است.

در ژانویه ۲۰۱۸، رینولدز با تأسیس شرکت تولیدی ماکسیمم افورت و امضای قرارداد سه‌ساله اولویت‌دار با فاکس وارد فعالیت‌های تجاری شد. در ژانویه ۲۰۱۸، اعلام شد که اقتباسی زنده از بازی رومیزی سرنخ، نوشته فیلمنامه‌نویسان ددپول، یعنی ریس و ورنیک، در حال توسعه است. در ۲۳ ژوئن ۲۰۲۱، بخش بازاریابی ماکسیمم افورت به‌عنوان شرکتی جداگانه مستقل شد و توسط شرکت نرم‌افزاری MNTN خریداری شد. رینولدز از ماکسیمم افورت برای تولید تبلیغات برای پروژه‌های سینمایی خود و برندهایی مانند پلتان و آر.ام. ویلیامز استفاده کرده است.
در فوریه ۲۰۱۸، رینولدز سهمی در اوییشن امریکن جین خریداری کرد و مسئولیت هدایت خلاقانه این برند را بر عهده گرفت. او بعداً در نوامبر ۲۰۱۹ سهمی مالکیتی بین ۲۰ تا ۲۵ درصد در مینت موبایل خریداری کرد. دیوید گلیکمن، بنیان‌گذار مینت، و رینولدز هر دو در هیئت مدیره بنیاد مایکل جی. فاکس خدمت کرده‌اند و گلیکمن از تلاش‌های بازاریابی رینولدز برای ددپول تحت تأثیر قرار گرفته بود. در سال ۲۰۲۰، رینولدز به هیئت مدیره گروه مچ پیوست و سپس اوییشن امریکن جین را در معامله‌ای به ارزش حداکثر ۶۱۰ میلیون دلار به دیاجیو فروخت.
در سپتامبر ۲۰۲۰، انجمن حامیان رکسهام اعلام کرد که یک شراکت تجاری متشکل از رینولدز و بازیگر دیگر، راب مک‌الهنی، در حال مذاکره برای خرید باشگاه فوتبال ولزی ورکسام است. خرید آن‌ها در نوامبر ۲۰۲۰ تأیید شد و در فوریه ۲۰۲۱ از سازمان نظارت مالی مجوز دریافت کرد. این دو فرهنگ ولزی را پذیرفتند، زبان آن را در پروژه‌های رسانه‌ای خود ترویج کردند و جایزه دیولخ ا دراگ را از شبکه ولزی اس۴سی دریافت کردند. رینولدز در سال ۲۰۲۱ درخواست کرد که زیرنویس ولزی برای فیلم وضعیت قرمز (که همچنین در رکسهام تبلیغ شد) افزوده شود. فرایند سرمایه‌گذاری رینولدز و مک‌الهنی در رکسهام در مجموعه مستند تلویزیونی به رکسهام خوش آمدید (۲۰۲۲–تاکنون) پوشش داده شده است.
رینولدز همچنین در چندین شرکت از جمله ولت‌سیمپل، ۱پسورد و فوبوتی‌وی سرمایه‌گذاری کرده است. در سال ۲۰۲۲، او برای مدت کوتاهی به دنبال مالکیت تیم لیگ ملی هاکی یعنی سناتورهای اوتاوا بود، اما در اواسط سال ۲۰۲۳ از پیشنهاد خود عقب‌نشینی کرد. او بعداً بخشی از گروه سرمایه‌گذاری شد که ۲۴ درصد از سهام تیم فرمول یک آلپاین را خریداری کرد. در مارس ۲۰۲۳، تی-موبایل اعلام کرد که مینت موبایل را در معامله‌ای به ارزش حداکثر ۱٫۳۵ میلیارد دلار خریداری کرده است. در آوریل ۲۰۲۳، شرکت فناوری پرداخت کانادایی نووی اعلام کرد که رینولدز در این شرکت سرمایه‌گذاری کرده است.

## خیریه و فعالیت‌های اجتماعی
در مه ۲۰۲۰، رینولدز به گروهی از سلبریتی‌ها پیوست و بخشی از کتاب جیمز و هلوی غول‌پیکر نوشته رولد دال را خواندند تا از سازمان غیرانتفاعی جهانی پارتنرز این هلث، که توسط دختر دال، اوفلیا، تأسیس شده بود، در مبارزه با کووید ۱۹ در مناطق آسیب‌پذیر حمایت کنند. در ژوئیه ۲۰۲۰، رینولدز و مجری برنامه جورج استرومبولوپولوس هر کدام ۵٬۰۰۰ دلار برای بازگرداندن یک عروسک خرسی متعلق به زنی در ونکوور که به سرقت رفته بود، دادند. این عروسک بیلد-ای-بیر حاوی صدایی ضبط‌شده از مادر متوفی آن زن بود که به زبان فیلیپینی می‌گفت «دوستت دارم» و چند روز بعد توسط دو نفر پیدا شد. رینولدز در مصاحبه‌ای از ازدواج همجنس حمایت کرد و از افزایش حضور شخصیت‌های ال‌جی‌بی‌تی‌کیو+ در فیلم‌ها دفاع کرده است.
رینولدز همچنین فعال زیست‌محیطی است. او از بنیاد مایکل جی. فاکس حمایت می‌کند و برای یافتن درمانی برای بیماری پارکینسون پدرش به آن پیوست. در سال ۲۰۰۸، رینولدز در ماراتن نیویورک برای تیم فاکس دوید. او در سال ۲۰۰۹ به هیئت مدیره این بنیاد پیوست و همچنان از تحقیقات برای یافتن درمان حمایت می‌کند. در مارس ۲۰۲۲، رینولدز و لایولی ۵۰۰٬۰۰۰ دلار به سازمان واتر فرست اهدا کردند، سازمانی که به جوامع بومی در کانادا دسترسی به آب پاک و آموزش جوانان برای تبدیل شدن به تکنسین‌های محیط زیست را فراهم می‌کند. رینولدز در اکتبر ۲۰۲۲ در یازدهمین جوایز اسکرین کانادا با جایزه بشردوستانه آکادمی سینما و تلویزیون کانادا مورد تقدیر قرار گرفت. این زوج بعداً ۱ میلیون دلار به سازمان غیرانتفاعی فیدینگ آمریکا اهدا کردند تا به تلاش‌های امدادی در فلوریدا و دیگر مناطق ایالات متحده که در اکتبر ۲۰۲۴ تحت تأثیر توفندهای هلن و میلتون قرار گرفتند، کمک کنند.
پس از حمله روسیه به اوکراین در سال ۲۰۲۲، رینولدز و لایولی تعهد کردند که تا سقف ۱ میلیون دلار کمک‌های اهدایی برای پناهندگان اوکراینی که از درگیری گریخته‌اند را دوبرابر کنند. در اوت ۲۰۲۳، رینولدز و لایولی به همراه چند زوج دیگر هالیوودی ۱ میلیون دلار به برنامه کمک مالی بنیاد سگ-افترا اهدا کردند تا از بازیگرانی که با مشکلات مالی مواجه بودند، حمایت کنند. در اکتبر ۲۰۲۳، این زوج ۱ میلیون دلار به کمیته بین‌المللی صلیب سرخ اهدا کردند تا از کودکان متأثر از درگیری در اسرائیل و غزه حمایت کنند. آن‌ها اولین سلبریتی‌هایی بودند که در میان جنگ اسرائیل-حماس به‌طور عمومی به هر دو طرف کمک مالی کردند.

## سبک بازیگری و تصویر عمومی

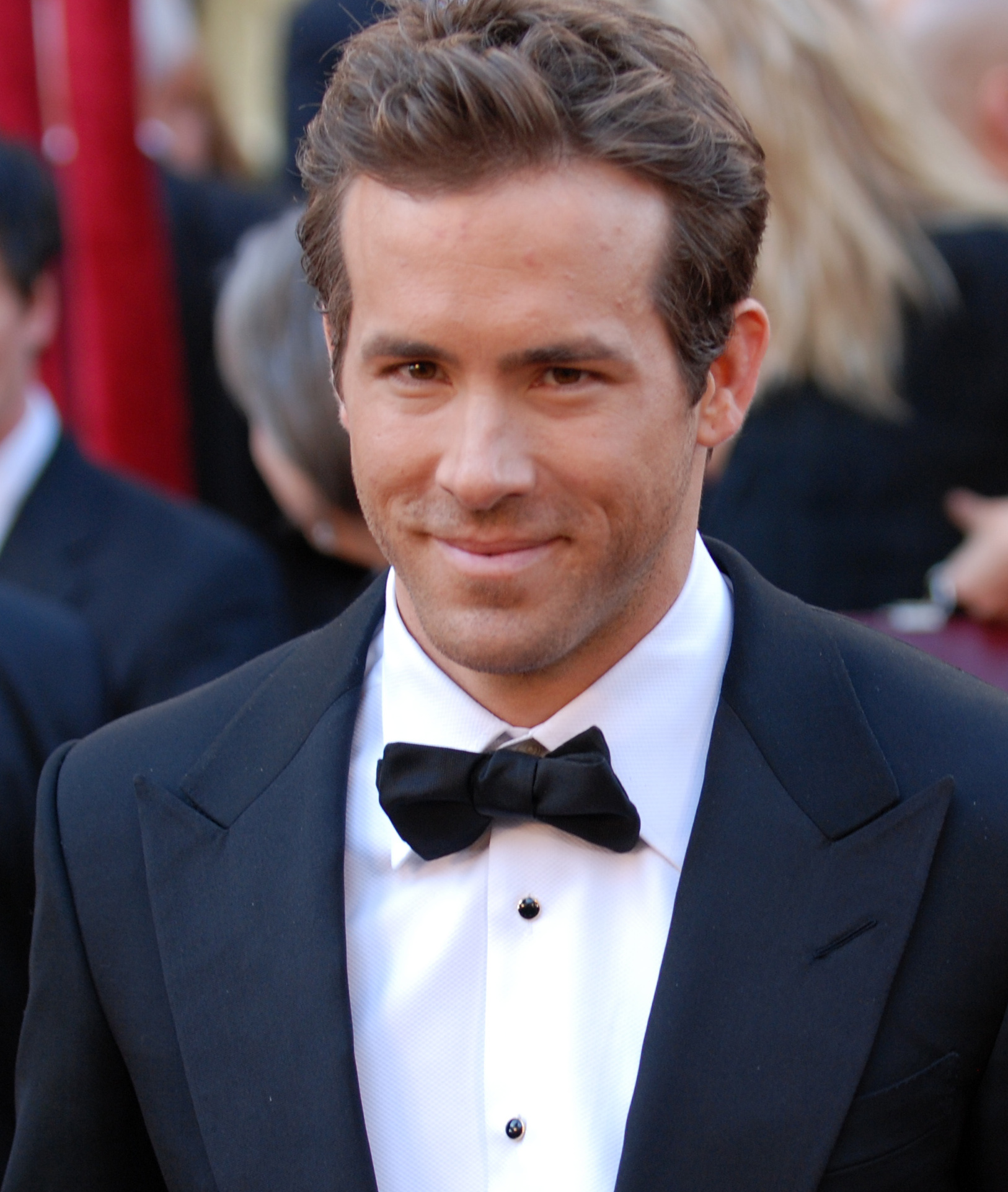
رینولدز در هشتاد و دومین دوره جوایز اسکار در سال ۲۰۱۰

در سال ۲۰۱۴، ریچارد نیوبی از هالیوود ریپورتر، رینولدز را «یکی از محبوب‌ترین بازیگران هالیوود طی نزدیک به ۲۰ سال» توصیف کرد. او به دلیل تنوع گسترده نقش‌هایش در طول حرفه‌اش شناخته شده است، هرچند بیشتر در فیلم‌های کمدی، فیلم اکشن و فیلم ابرقهرمانی ایفای نقش کرده است. در اواخر دهه ۲۰۰۰، او عمدتاً در فیلم‌های کمدی رمانتیک با بودجه کم بازی می‌کرد. علی شاتلر از ان‌ام‌ئی رینولدز را فردی خام و طعنه‌آمیز توصیف کرد و گفت که او «بسیار چندوجهی است [اما] از ریسک کردن نمی‌ترسد». گاردین او را «ستاره کمدی رمانتیک، بازیگر سیت‌کام، حامی فیلم‌های مستقل [...] که می‌تواند تقریباً در هر نقشی موفق شود» نامید. جنل رایلی از ورایتی به انتخاب‌های «جسورانه و پرریسک» او در فیلم‌هایی اشاره کرد که ممکن بود مورد توجه قرار نگیرند.
سی‌ان‌بی‌سی اشاره کرد که با وجود ایفای نقش‌های طعنه‌آمیز و کنایه‌آمیز روی پرده، رینولدز به‌عنوان یکی از خوش‌برخوردترین بازیگران هالیوود شهرت یافته است. رینولدز اظهار کرده است که «طنز خودتحقیرکننده همیشه برایم کمک‌کننده بوده است». چندین منتقد به استفاده مکرر او از این نوع طنز در شخصیت عمومی‌اش اشاره کرده‌اند. او مهارت داستان‌گویی خود را «عنصری خاص» در تصویر عمومی‌اش دانسته و آن را «پایه و اساس» موفقیتش در صنایع مختلف نامیده است. کریس تیلک از ادویک شخصیت عمومی رینولدز را «خشک، خودستا، باهوش و کمی بی‌توجه» توصیف کرد و گفت که او به‌طور مؤثری از این شخصیت برای تبلیغ پروژه‌های متعدد استفاده کرده است.
در سال ۲۰۱۷، رینولدز در فهرست تایم ۱۰۰، که شامل ۱۰۰ فرد تأثیرگذار جهان به انتخاب سالانه مجله تایم است، قرار گرفت. در سال ۲۰۲۰، او در فهرست سلبریتی ۱۰۰، که شامل ۱۰۰ چهره قدرتمند عمومی جهان به انتخاب سالانه فوربز است، ظاهر شد و به‌عنوان هجدهمین فرد قدرتمند جهان معرفی شد. در همان سال، این مجله او را با درآمد ۷۱٫۵ میلیون دلار به‌عنوان دومین بازیگر پردرآمد جهان معرفی کرد. در سال ۲۰۲۴، فوربز بار دیگر او را با درآمد ۸۵ میلیون دلار به‌عنوان دومین بازیگر پردرآمد جهان معرفی کرد. جذابیت ظاهری رینولدز نیز در رسانه‌ها مورد بحث قرار گرفته است. او در فهرست مردان جذاب زنده مجله پیپل در سال‌های ۲۰۰۷ و ۲۰۰۹ حضور داشت و در سال ۲۰۱۰ به‌عنوان جذاب‌ترین مرد زنده انتخاب شد. در سال ۲۰۲۴، او در فهرست ۵۰ مرد جذاب تمام دوران مجله هارپرز بازار قرار گرفت. تا سال ۲۰۲۵، فیلم‌های رینولدز طبق گزارش نامبرز بیش از ۶٫۵ میلیارد دلار در سراسر جهان فروش داشته‌اند.
چندین منتقد به سبک ساده رینولدز در پوشش اشاره کرده‌اند. جی‌کیو معتقد است که انتخاب‌های او «ساده و تقریباً غیرقابل توصیف هستند: تی‌شرت‌های معمولی، ژاکت‌های بی‌تکلف، شلوارهای خوش‌دوخت، و کتانی‌های جذاب اما نه پرزرق‌وبرق». کریستین فلامیا از مجله مردانه اسکوایر سبک او را «دسترس‌پذیر» توصیف کرد و او را «پادشاه تکرار لباس» نامید. به گفته جی‌کیو بریتانیا، رینولدز اغلب «همه‌چیز را ساده نگه می‌دارد» و معمولاً «کت‌وشلوارهای سه‌تکه و تاکسیدوهای مخملی سیاه برای شب و ژاکت‌های بامبر به رنگ‌های خاکی برای روز» می‌پوشد.

### مناقشهما تمامش می‌کنیم
تولید فیلم ما تمامش می‌کنیم در سال ۲۰۲۴ به دلیل اختلافات میان بلیک لایولی و کارگردان فیلم، جاستین بالدونی، درگیر جنجال شد. به گفته لایولی، رینولدز در آوریل ۲۰۲۳ بخش قابل‌توجهی از دیالوگ‌های صحنه‌ای روی پشت‌بام را که او در آن بازی کرده بود، بدون اطلاع بالدونی نوشت. گمانه‌زنی‌ها دربارهٔ شکاف میان لایولی و بالدونی در شبکه‌های اجتماعی، به‌ویژه در تیک‌تاک، افزایش یافت، جایی که کتاب ما تمامش می‌کنیم در جامعه بوک‌تاک به محبوبیت زیادی دست یافته بود. در ۱۶ ژانویه ۲۰۲۵، بالدونی یک شکایت مدنی ۴۰۰ میلیون دلاری علیه رینولدز و لایولی تنظیم کرد و ادعا کرد که آن‌ها مرتکب اخاذی، تهمت، و تجاوز به حریم خصوصی شده‌اند. این شکایت ادعا می‌کند که لایولی تهدید کرده بود اتهامات نادرست آزار جنسی مطرح کند و از پروژه خارج شود تا کنترل خلاقانه فیلم را به دست آورد، که در نهایت منجر به حذف بالدونی از فرایند تولید و ممنوعیت حضور او در اکران فیلم شد. بالدونی همچنین ادعا کرد که لایولی، رینولدز، و مدیر روابط عمومی آن‌ها در تلاشی هماهنگ برای تخریب شهرت او و تغییر تمرکز فیلم از آگاهی‌بخشی دربارهٔ خشونت خانگی مشارکت داشتند. در پاسخ، رینولدز در مارس ۲۰۲۵ درخواستی برای حذف نام خود از شکایت بالدونی ارائه کرد.

## زندگی شخصی
رینولدز در سال ۲۰۰۲ پس از ملاقات با خواننده آلانیس موریست در جشن تولد درو بریمور، رابطه‌ای عاشقانه با او آغاز کرد و این زوج در سال ۲۰۰۴ نامزدی خود را اعلام کردند. در فوریه ۲۰۰۷، نمایندگان آن‌ها تأیید کردند که این دو به‌صورت توافقی تصمیم به لغو نامزدی خود گرفته‌اند. موریست بعدها گفت که آلبومش طعم‌های درهم‌تنیده (۲۰۰۸) از دلشکستگی جدایی از رینولدز الهام گرفته شده و آهنگ «مشعل» (Torch) به‌طور خاص دربارهٔ او نوشته شده است. مدت کوتاهی پس از جدایی از موریست، رینولدز در آوریل ۲۰۰۷ رابطه‌ای با بازیگر اسکارلت جوهانسون آغاز کرد. این زوج در مه ۲۰۰۸ نامزدی خود را اعلام کردند و در سپتامبر همان سال در مراسمی خصوصی در جزیره ونکوور ازدواج کردند. در ۱۴ دسامبر ۲۰۱۰، آن‌ها جدایی خود را اعلام کردند. هر دو در ۲۳ دسامبر در لس‌آنجلس درخواست طلاق دادند. طلاق آن‌ها در ژوئیه ۲۰۱۱ نهایی شد.

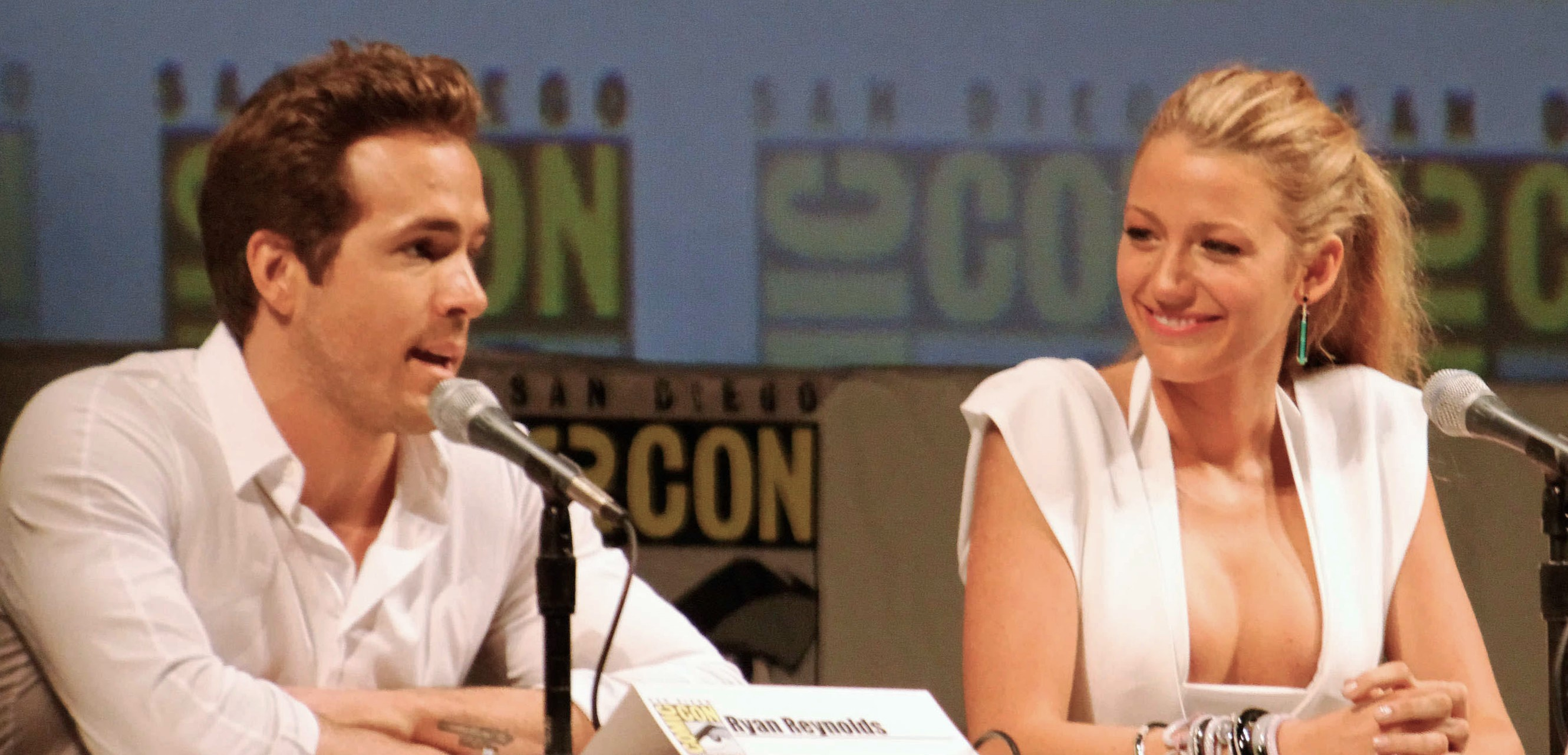
رینولدز با بلیک لایولی در حال تبلیغ گرین لنترن در سال ۲۰۱۰

رینولدز ابتدا در ژوئیه ۲۰۱۰ با لایولی هنگام فیلم‌برداری گرین لنترن (۲۰۱۱)، که در آن هم‌بازی بودند، آشنا شد. آن‌ها در اکتبر ۲۰۱۱ رابطه خود را آغاز کردند و در ۹ سپتامبر ۲۰۱۲ در عمارت بون هال در ماونت پلزنت، کارولینای جنوبی ازدواج کردند. پس از اعتراضات حقوق مدنی ۲۰۲۰، رینولدز از انتخاب مکانی با پیشینه برده‌داری به‌طور عمومی عذرخواهی کرد و عمیقاً ابراز پشیمانی نمود. این زوج بعداً سوگند ازدواج خود را در خانه‌شان در نیویورک تجدید کردند. آن‌ها چهار فرزند دارند—سه دختر و یک پسر. این خانواده در پاوند ریج، نیویورک زندگی می‌کنند. رینولدز و لایولی دوستان صمیمی خواننده-ترانه‌سرا تیلور سوئیفت هستند؛ سوئیفت در ترانه بتی (۲۰۲۰) از نام دختران آن‌ها برای شخصیت‌های ترانه استفاده کرد. در نوامبر ۲۰۲۴، رینولدز تأیید کرد که سوئیفت مادرخوانده سه دخترش است. او همچنین با هیو جکمن رفاقت نزدیکی دارد و از او به‌خاطر معرفی‌اش به شاون لوی—کارگردان سه فیلمش—تشکر کرده است.
پدر رینولدز، جیمز، در سال ۲۰۱۵ پس از بیست سال مبارزه با بیماری پارکینسون درگذشت. رینولدز طنز را روشی برای کنار آمدن با غم و اندوه خود می‌داند و بیان داشت که او و خواهر و برادرهایش در لحظات پایانی زندگی پدرشان او را می‌خنداندند. او همچنین گفت که ایفای نقش ددپول به فرایند سوگواری‌اش کمک کرد و پدر شدن به او کمک کرد تا با رابطه پیچیده‌اش با پدر مرحومش آشتی کند. رینولدز به‌طور علنی دربارهٔ مبارزه مادام‌العمر خود با اضطراب صحبت کرده است، و در سال ۲۰۱۸ اعلام کرد که غالباً مصاحبه‌ها را در قالب شخصیت ددپول انجام می‌داد تا ترس‌هایش را مدیریت کند. در سال ۲۰۲۴، او تکرار کرد که اضطرابش باعث می‌شود خارج از بازیگری «ساکت» و «خجالتی» باشد. او حدود سال ۲۰۱۸ شهروند ایالات متحده آمریکا را به دست آورد و برای اولین بار در انتخابات ریاست‌جمهوری ۲۰۲۰ رأی داد.